# Alexandre Ier de Moldavie
Pour les articles homonymes, voir Alexandre Ier, Alexandru et Alexandru cel Bun.
Alexandre Ier le Bon, ou encore Alexandru cel Bun, (mort le 1er janvier 1432) est voïvode de Moldavie de 1400 à 1432. La monarchie étant élective dans les principautés roumaines (comme en Hongrie et Pologne voisines), le prince (voïvode, hospodar ou domnitor selon les époques et les sources) était élu par et parmi les boyards et, pour être nommé, régner et se maintenir, s'appuyait fréquemment sur les puissances voisines, hongroise, polonaise ou ottomane.
Alexandre Ier le Bon est un membre de la famille des Bogdanești. Il jette les bases de l'organisation de l'Église orthodoxe de Moldavie, fait construire beaucoup de monastères et fait aussi venir des catholiques moldaves de Transylvanie.

## Biographie

### Origine
Il est fils de Roman Ier l'Autocrate (roumain: Roman Autocratul) et de son épouse Anastasia. Il succède le 23 avril 1400 à Iuga Ologul (Iuga le Pâtre) avec l'appui du prince de Valachie Mircea Ier de Valachie à la cour duquel il s'était réfugié. Il partage le trône avec son frère le Jupan Bogdan Jusqu'à la mort de ce dernier en 1407.

### Règne
Un traité conclu le 12 mars 1402 reconnait la suzeraineté de la Pologne sur la Moldavie. Il renouvelle cet hommage en 1404, 1407, 1415 et 1419. C'est dans ce cadre qu'un contingent moldave participe aux côtés des Polonais à la victoire de Grunwald contre les Chevaliers Teutoniques le 15 juillet 1410.
La preuve en est qu'Alexandre Ier conserve tous ses titres princiers et son armée moldave, qu'en mai 1426 il accorde un sauf-conduit aux troupes polonaises qui traversent la Moldavie pour aller combattre les Turcs, et surtout que par le traité signé à Lublau, le 15 mars 1412 entre le roi de Pologne et le roi de Hongrie, Sigismond, ce dernier s'interdit de troubler l'équilibre suzeraineté-vassalité entre la Pologne et la Moldavie et s'engage à respecter l'intégrité de cette dernière. Ces erreurs sont dues d'une part à la confusion sémantique chez certains historiens modernes, entre voïvodie (province, en polonais) et voïvode (prince régnant, en roumain), ou encore entre suzeraineté et souveraineté, et d'autre part à la rétroprojection nationaliste de l'histoire. 
Alexandre le Bon intervient dans les troubles de succession qui agitent la Valachie après la mort de Mircea l'Ancien et de son fils Michel Ier le Brave. Il soutient en 1422 Radu II Prasnaglava le protégé des turcs contre Dan II de Valachie, candidat du roi de Hongrie. Il impose enfin en 1431 son propre candidat en la personne Aldea qui en reconnaissance adopte son nom.

### Politique religieuse
Il fonde les évêchés orthodoxes de Basse-Moldavie à Roman et de Haute-Moldavie à Rădăuți. Il fait construire les monastères de Bistrița, Moldovița, Capriana et Varzarești, et leur attribue d'importantes dépendances.
Il fait venir à grands frais de Trébizonde les reliques de Jean le Nouveau (Ioan cel Nou), tué par les Tatars en 1310, et les fait déposer en 1400 à Suceava dans l'église Mirăuți, qui a été la cathédrale du premier métropolite de Moldavie. Jean le Nouveau devient le patron de la Bucovine.
La prospérité attire de nombreux artisans et marchands. Des paysans sicules et valaques de Transylvanie sont implantés sur les domaines des nobles moldaves. L'augmentation des catholiques contraint le prince à fonder un évêché catholique à Baia vers 1413.
Le 5 mars 1431, l'évêque catholique de Baia fait savoir à l'évêque de Cracovie que des Hussites, réfugiés de Hongrie et de Pologne, sont présents à Bacău, et qu'Alexandre se montre tolérant à leur égard.

### Fin de règne
Malgré de nombreuses donations faites aux boyards, ceux-ci continuent à vouloir augmenter leur influence dans l'État. Ces tendances se développent vers la fin du règne d'Alexandre.
Alexandre meurt le 1er janvier 1432 il est inhumé au monastère de Bistrița, près de Piatra Neamț.

## Famille et descendance
Alexandre le Bon eut quatre épouses légitimes et plusieurs concubines :
1) vers 1394/1400 Magareta Banffy de Losoncz
- Roman mort avant 1432.
- Alexandru mort avant 1432.

2) vers 1405 Ana fille de Jerzy Koriatowicz prince de Podolsk morte 2 novembre 1418.
- Bogdan mort jeune
- Ilie Ier de Moldavie
- Vasilissa morte vers 1447 nonne Eupraxia. Mariée vers 1431 avec le prince Vlad Dracul de Valachie.

3) en 1419 Ryngajla de Lituanie, répudiée le 13 décembre 1421.
4) en 1421 Marina fille de Marin et sœur du boyard Bratul, morte le 23 décembre 1430.
- Petru III Mușat

5) Stanca, concubine exécutée en 1433.
- Ștefan II

6) Concubine de nom inconnu.
- Petru Aron